# Spix-Kapuzineraffe
Der Spix-Kapuzineraffe (Cebus unicolor, Syn.: C. albifrons unicolor) ist eine Primatenart aus der Familie der Kapuzinerartigen, die im westlichen Amazonasbecken südlich des Amazonas vorkommt. Das Verbreitungsgebiet reicht von der rechten Uferseite des Unterlaufes des Río Ucayali im Westen bis zur Mündung des Rio Tapajós in den Amazonas im Osten und umfasst die Stromgebiete von Rio Madeira, Rio Purus, Rio Juruá und Rio Javari. Im Süden reicht das Verbreitungsgebiet bis zu den Mittelläufen von Río Beni und Río Mamoré in Bolivien. Wo genau die Grenze zwischen den Verbreitungsgebieten des Spix-Kapuzineraffen und des Peru-Kapuzineraffen (Cebus cuscinus) verläuft, ist unbekannt.

## Merkmale

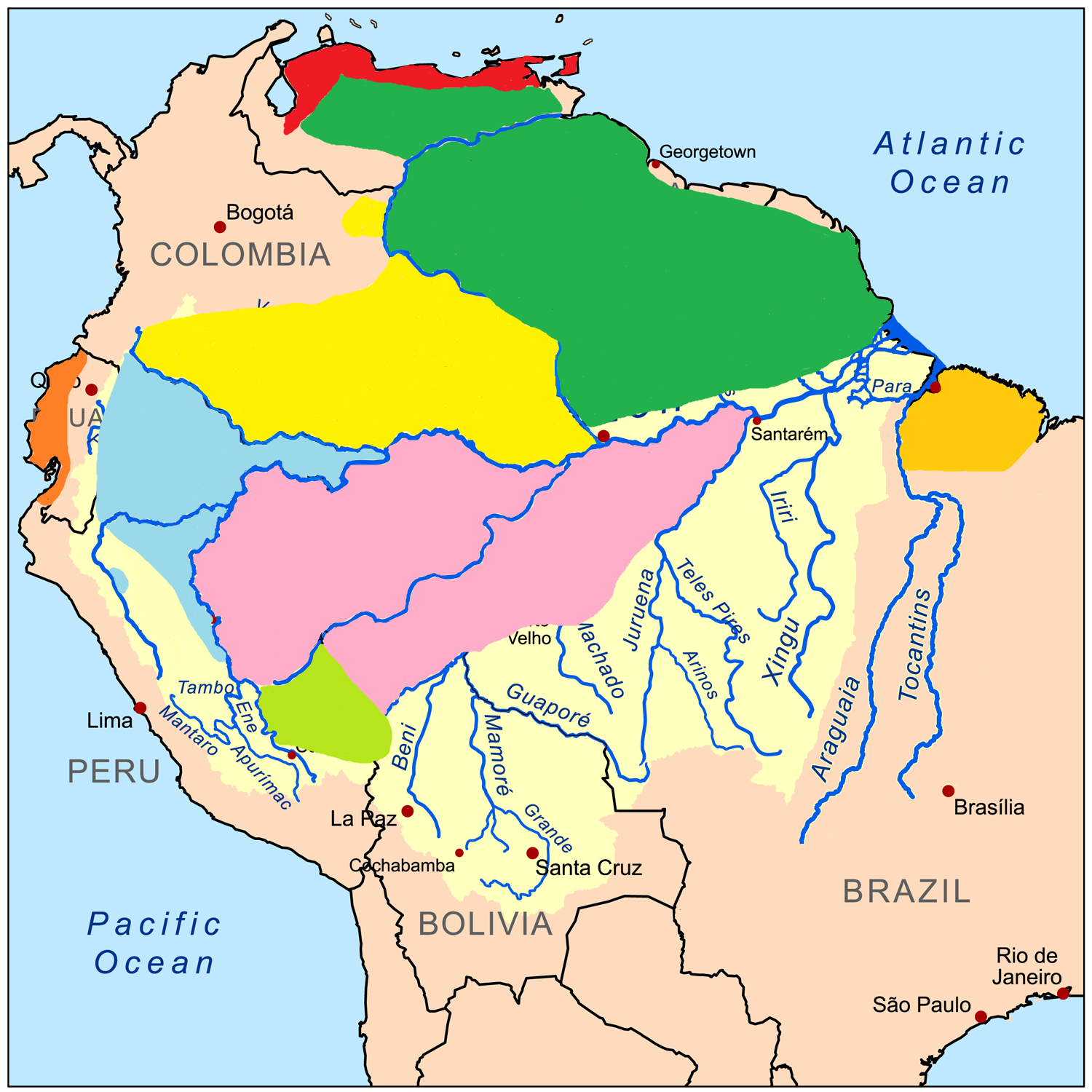
Das Verbreitungsgebiet des Spix-Kapuzineraffen

Der Spix-Kapuzineraffe erreicht eine Kopf-Rumpf-Länge von etwa 37 cm und eine Schwanzlänge von 42 bis 46 cm. Sein Fell ist hell ockerfarben oder graubraun mit einem höheren Grauanteil auf den Flanken und einer dunkleren bräunlichen Rückenmitte. Arme, Beine und der Schwanz sind leicht gelb-rötlich. Hände und Füße, sowie die Kopfkappe sind schwärzlich.

## Lebensweise
Spix-Kapuzineraffen leben in Gruppen von 12 bis 16 Tieren in geschlossenen Tieflandregenwälder, sowie in Waldinseln in den amazonischen Savannen. Dabei kommen sie sowohl in Várzea-Wäldern, die regelmäßig in der Regenzeit überschwemmt werden, als auch in Terra-Firme-Wäldern, die auf höher gelegenem Gelände außerhalb des Überschwemmungsbereichs stehen, vor. Wie andere Kapuzineraffen ernährt sich der Spix-Kapuzineraffe vor allem von Früchten, dazu gehören auch die Samen der Palmen Astrocaryum vulgare und Attalea maripa, und von wirbellosen Kleintieren. Die Fortpflanzung und sonstige Verhaltensweisen sind bisher nicht näher erforscht worden.

## Gefährdung
Die IUCN listet den Spix-Kapuzineraffen nicht. Wegen seines großen Verbreitungsgebietes ist nicht anzunehmen, dass er gefährdet ist.